# City Hall (Toronto)
Die Toronto City Hall ist das Rathaus der kanadischen Stadt Toronto. Das Gebäude hat für die Stadt Wahrzeichencharakter und wurde vom finnischen Architekten Viljo Revell entworfen  und dem deutsch-amerikanischen Ingenieur Hannskarl Bandel erbaut. Das 1965 eröffnete Rathaus wird dem Baustil der Moderne zugerechnet und ersetzte die Funktion des Alten Rathauses. Die City Hall befindet sich auf der Nordseite der Queen Street zwischen der Osgoode Hall und der Bay Street am Nathan Phillips Square.

## Geschichte
Die Stadt Toronto hielt bereits in den 1950er Jahren Ausschau danach, ein moderneres Rathaus zu errichten. 1954 wurden drei Architekturbüros ausgewählt, ein neues Design dafür zu entwerfen. Die im November 1955 präsentierten Entwürfe stießen auf keine gute Resonanz. So bezeichnete sie Frank Lloyd Wright als sehr „steril“ und Walter Gropius sogar als „ziemlich ärmlich“. Die Idee eines neuen, auf 18 Millionen Dollar veranschlagten Rathauses scheiterten zunächst an einem Referendum im Dezember 1955. Unter Leitung des damaligen Torontoer Bürgermeisters Nathan Phillips wurde 1956 ein internationaler Wettbewerb mit den Bedingungen der Internationalen Vereinigung der Architekten für dieses Vorhaben ausgerufen. Das verursachte Kontroversen darüber, dass die Arbeit besser kanadaweit hätte ausgeschrieben werden sollen. Eine fünfköpfige Jury von Architekturexperten unter Leitung des Kanadiers Eric Arthur mussten aus über 500 Entwürfen eine Vorauswahl treffen. Zum Schluss blieben acht Entwürfe übrig, von denen am 3. September 1958 der Entwurf des Finnen Revell den Zuschlag erhielt. Damit setzte sich sein Entwurf beispielsweise auch gegenüber denen von Eero Saarinen und John Andrews durch. Mit dem Bau wurde 1961 begonnen. Die Einweihung fand am 13. September 1965 statt.
Die Baukosten wurden ursprünglich auf rund 18 Millionen Dollar budgetiert. Im Lauf der Zeit zeigte sich jedoch, dass dies nicht gehalten werden konnte. Während die Baukosten 1959 noch auf 24,4 Millionen Dollar geschätzt wurden, stiegen sie unter anderem aufgrund einer damals noch nicht eingeplanten Cafeteria im Jahr 1965 leicht auf rund 24,6 Millionen Dollar an.

## Beschreibung und Architektur

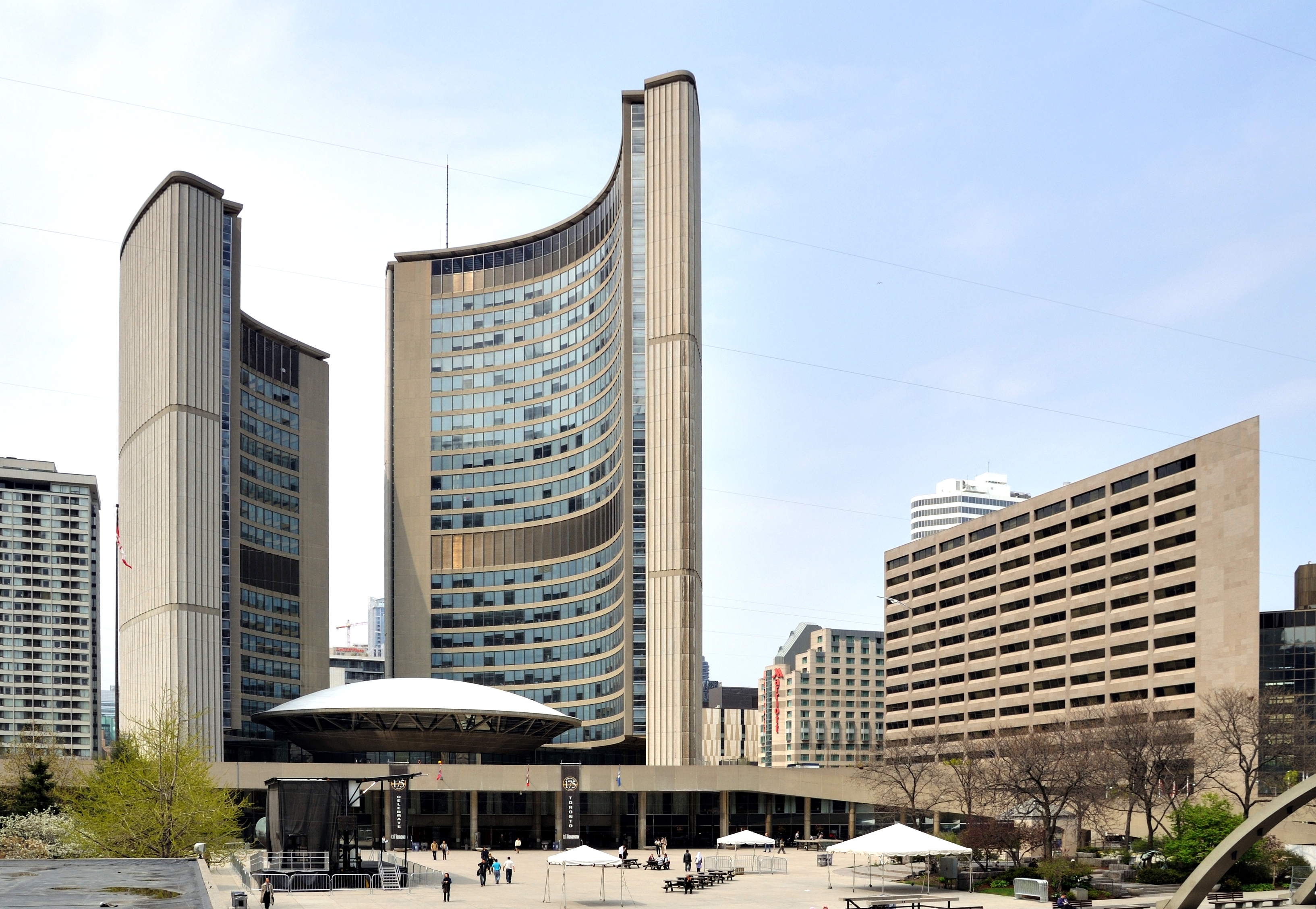
City Hall

Das Rathaus von Toronto besteht aus getrennten, unterschiedlich hohen Gebäuden, deren Querschnitt von oben betrachtet zwei ineinander liegende Bogenstücke gleichen. Der Ostturm ist 99,5 Meter hoch (27 Stockwerke), der Westturm 79,4 Meter (20 Stockwerke). Der höhere Ostturm beherbergt eine Aussichtsplattform. Zwischen den Türmen befindet sich der Plenarsaal, dessen Form an eine Untertasse erinnert. Diese Form sieht von der Luft betrachtet wie ein riesiges Auge aus und brachte dem Gebäude den Spitznamen „The Eye of Government“ ein. Die nördliche und völlig fensterlose Außenfassade aus Beton der beiden Türme weisen ein Rippenprofil auf. Nach der Fertigstellung wurde der Bau kontrovers diskutiert, weil seine Formgebung als von der Bevölkerung teilweise als futuristisch empfunden wurde. In den Jahren 1997 bis 1998 wurden Erweiterungen vom Architekten Bruce Kuwabara vorgenommen, um die beiden Türme miteinander zu verbinden und den Parlamentssaal zu modernisieren. Ursprünglich besaß die City Hall eine öffentlich zugängliche Aussichtsplattform, die jedoch später geschlossen wurde. Die City Hall verfügt neben einem Archiv auch eine eigene Bibliothek.
Am Fuße des Rathauses befinden sich drei Statuen bzw. Monumente. Ein Mahnmal von Peace Garden zum Atombombenabwurf über Hiroshima, eine Statue von Winston Churchill sowie eine abstrakte Bronzeplastik von Henry Moore mit dem Namen Three Way Piece No. 2: Archer.